# Один в каное (альбом, 2021)
Один в каное — другий студійний альбом українського інді-гурту Один в каное, представлений 6 червня 2021 року. Платівка складається із 12 пісень українською мовою, десять із яких представлені вперше, а композиції «У мене немає дому» та «Ікони / Шістдесятникам» були представлені раніше як сингли. Платівка увійшла до списку «21 найкращий український альбом 2021 року» за версією видання про українську музику «Liroom», а також у «10 найкращих альбомів українських музикантів за 2021 рік» за версією «#ШоТам».

## Про альбом
24 лютого 2018 відбулася прем'єра пісні «Ікони (Шістдесятникам)», яку гурт присвятив шістдесятникам. Варто відзначити, що тизер відеокліпу на цю композицію з'явився на офіційній сторінці команди на Youtube ще 30 грудня 2017, але з ряду причин презентацію було спочатку відстрочено, а потім зовсім скасовано.
14 січня 2019 команда презентувала другий сингл під назвою «У мене немає дому» та музичний відеокліп, який став першою відеороботою гурту. Режисером став Володимир Власенко. Пісню було представлено на офіційній сторінці команди на Youtube.
В одному із інтерв'ю учасники гурту заявляли, що альбом був частково готовий ще у 2019 році, проте з художнього погляду було не все гаразд, тому і перерва між альбомами склала 5 років.

Хоча деякі ЗМІ написали, що, на відміну від попереднього альбому, гурт додав до звучання синтезатори та електрогітари, проте учасник гурту Устим Похмурський, у інтерв'ю UA: Радіо Промінь спростував цю інформацію:
«Я хотів, щоб всі звуки, крім барабанів і вокалу, — це все була гітара. Тобто в записі немає синтезаторів і інших інструментів, хоча місцями звучить як синтезатори і як щось інше. Я хотів, щоб нас було тільки троє і ми весь цей спектр звуків могли відтворити наживо».

## Список композицій
| #                         | Назва                    | Тривалість |
| ------------------------- | ------------------------ | ---------- |
| 1.                        | «Хуанхе»                 | 6:35       |
| 2.                        | «Кому то тре»            | 3:23       |
| 3.                        | «Будь мені кимось»       | 4:03       |
| 4.                        | «Прекрасний оповідач»    | 3:14       |
| 5.                        | «Розсипаюся»             | 3:43       |
| 6.                        | «У мене немає дому»      | 3:18       |
| 7.                        | «Пам'яті мало»           | 4:31       |
| 8.                        | «Про автора»             | 5:49       |
| 9.                        | «Вовк»                   | 5:06       |
| 10.                       | «Лісабон»                | 3:57       |
| 11.                       | «Веснянка»               | 3:22       |
| 12.                       | «Ікони (Шістдесятникам)» | 4:51       |
| Загальна тривалість 51:57 |                          |            |

## Учасники запису
У записі альбому взяли участь:
- Ірина Швайдак — вокал
- Устим Похмурський — гітара
- Ігор Дзіковський — перкусія